# Miquel Vidal i Llecha
Miquel Vidal i Llecha (Reus, 1896 - Mas Roger, Cabassers, 25 de febrer de 1968) fou un farmacèutic, empresari agrícola i pseudohistoriador, germà del jurista i escriptor Josep Vidal i Llecha.
Miquel Vidal fou l'últim dels propietaris del Mas Roger de Cabassers que visqué a l'edifici, fins a la seva mort el 1968. Entre 1906 i 1936, juntament amb el seu pare, aplegà una col·lecció de més de 2.000 rotlles de pianola, amb originals d'autors reconeguts, que fou estudiada i parcialment digitalitzada a partir de 2010 per investigadors de la Universitat Autònoma de Barcelona. Entre 1949 i 1951 també es dedicà a ampliar les edificacions del Mas Roger, i a decorar-lo amb col·leccions de ceràmica, col·locada principalment a les parts baixes de les façanes de les edificacions. Entre els embelliments que Vidal va fer al mas, destaca el primer rellotge solar triple construït a Catalunya.
Miquel Vidal va morir al mas Roger el 25 de febrer de 1968, i està sebollit en una tomba a l'interior de l'ermita de Sant Miquel, adossada a l'edifici principal del mas Roger.

## Obra

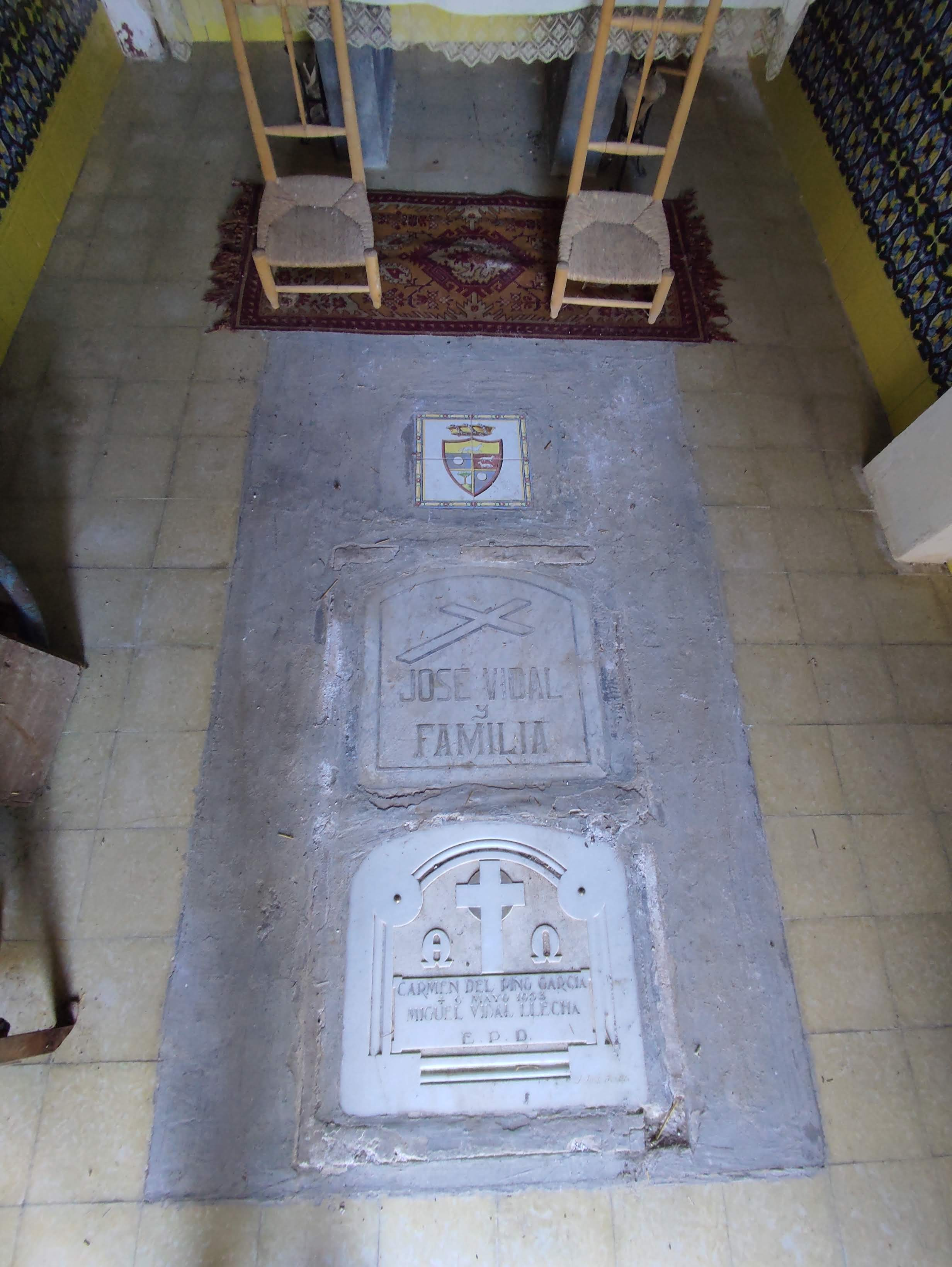
Tomba de Miquel Vidal i Llecha, a l'interior de l'ermita de Sant Miquel, al mas Roger de Cabassers.

Fou autor d'un text titulat "Breu història de la imatge de la Mare de Déu de la Foia, contada per l'ermità de l'Oratori dedicat a l'arcàngel sant Miquel, del Mas Roger de Pallars, en la Comarca de l'extingida Baronia de Cabassers", publicat el 1968, l'any mateix de la seva mort. El text, publicat sense signatura però reconeguda la seva atribució a Vidal, és una pseudohistòria sobre l'origen mitològic de la població de Cabassers, escrit en forma de crònica i dividit en 54 paràgrafs, que tanmateix aconseguí certa repercussió a la historiografia catalana contemporània. El passatge més difós d'aquest text és el del cinquè paràgraf, que descriu el suposat pas dels alarbs per l'Ebre:
Els moros arribaren a mitjans del segle viii, i la tradició diu que passaren l'Ebre pel pas d'Ascó (=esquerra), que avui se'n diu el Pas de l'Ase, que estava enfront de la ciutat d'Ibera; seguiren el camí de les Aumadines i arribaren a la creu vial dels Quatre Camins dels Peirons, on trobaren l'Abat del monestir Senus-Deo, al Patriarca Lysio (=Llop), que els rebien amb processó, portant la imatge de Santa Maria.
Aquest passatge fou donat per bo i citat per autors com Carmel Biarnès, Josep Asens, Jaume Sabaté i Ezequiel Gort. En canvi, Pere Català i Roca va considerar aquest relat com a espuri.